# Производство кофе в Пуэрто-Рико
Производство кофе в Пуэрто-Рико имеет изменчивую историю от XVIII века и до настоящего времени. Объем его производства достиг пика во время испанского колониального господства, но упал после 1898 года. В последние годы в торговле кофе для гурманов наблюдался экспоненциальный рост с возрождением многих традиционных кофейных асьенд испанского колониального периода. Пуэрториканский кофе характеризуется как мягкий и сладкий.

## История

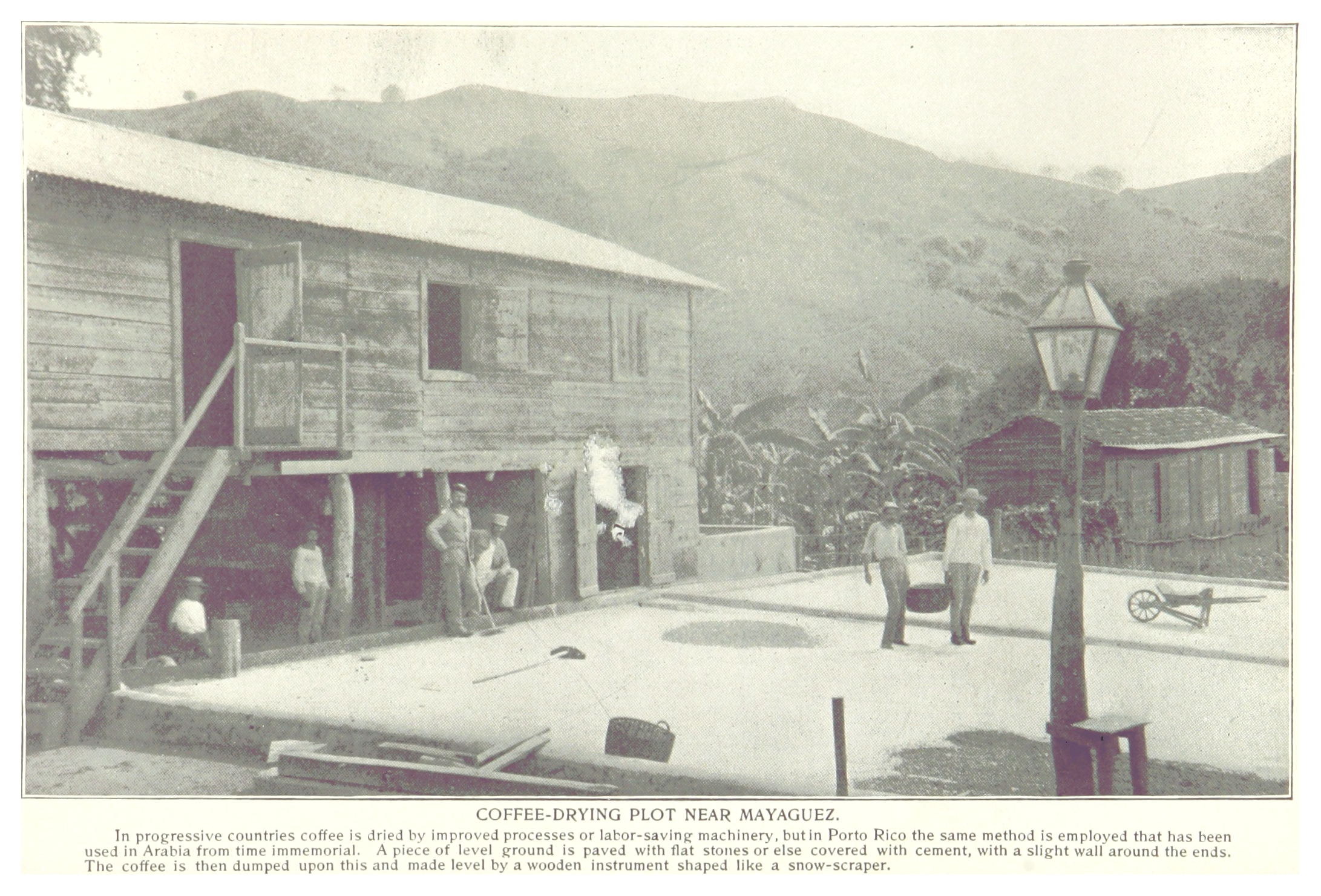
сушка кофейных зерен на плантации кофе в Пуэрто-Рико (фотография 1899 года)

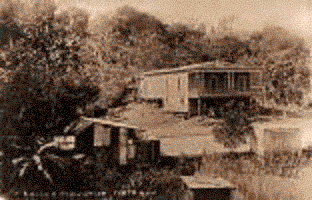
кофейная плантация в Пуэрто-Рико (почтовая открытка 1922 года)

Кофе на острове впервые начали выращивать во время испанского колониального правления в 1736 году он был ввезён с близлежащей Мартиники, поначалу не имел большого значения и в основном употреблялся на месте. 
К концу XVIII века остров производил более миллиона фунтов кофе в год. К концу XIX века производство достигло пика, и Пуэрто-Рико был седьмым в мире по величине производителем кофе. Утуадо был наиболее заметным местом в производстве кофе до 1898 года. Этот быстрый рост количества и качества кофе, производимого на острове, приписывается иммигрантам из Европы, навыки которых оказали свое влияние.
В 1873 году здесь было отменено рабство (что оказало влияние на развитие сельского хозяйства). В дальнейшем, развитие острова замедлилось из-за эпидемии оспы 1875 года и ураганов.
В 1895 году основой экономики Пуэрто-Рико являлись торговля и сельское хозяйство, основными экспортными товарами в это время были кофе, тростниковый сахар и сахарный сироп, табак, минеральное гуано и скот.
В ходе испано-американской войны в июле-августе 1898 года остров был оккупирован войсками США. По Парижскому мирному договору 10 декабря 1898 года Испания официально признала Пуэрто-Рико владением США. До 1900 года управление островом осуществляло военное правительство, в мае 1900 года здесь было создано гражданское правительство, однако верховная законодательная власть осталась за конгрессом США, а исполнительная — в руках губернатора, назначаемого конгрессом США. В результате, Пуэрто-Рико превратилось в колонию США.
С этого времени состояние, отраслевая структура и развитие экономики Пуэрто-Рико определяется правительством США (так как на территорию Пуэрто-Рико распространяется действие федеральных законов США, она включена в зону таможенных тарифов США, а в качестве платёжного средства используется доллар США).
Впоследствии произошло снижение производства кофе, поскольку акцент был сделан в большей степени на выращивании сахарного тростника.
После начала первой мировой войны в 1914 году (и особенно после объявления Германией «неограниченной подводной войны» в 1915 году) экспорт товаров (в том числе, кофе) в Европу оказался затруднён.
После начала в сентябре 1939 года второй мировой войны экспорт товаров (в том числе, кофе) в Европу вновь оказался затруднён.
В 1956-1957 гг. основой экономики являлось плантационное сельское хозяйство, находившееся под контролем компаний США (которым принадлежало 80% всей земельной площади), главными экспортными товарами являлись тростниковый сахар-сырец (производство в 1957 году - 898,5 тыс. тонн), табак (сбор в 1957 году - 12,7 тыс. тонн) и кофе (сбор в 1957 году - 7,9 тыс. тонн).
В 1970е - 1980е годы основой экономики Пуэрто-Рико оставалось сельское хозяйство, специализировавшееся на производстве продукции экспортных культур (главными из которых являлись сахар, а также кофе и бананы).
В 1972 году под кофе было заняты 52 тыс. гектаров земель сельскохозяйственного назначения, сбор кофе составил 12 тыс. тонн.
В настоящее время наблюдается возобновление производства кофе, при этом вновь открываются традиционные асьенды, и под урожай отводятся дополнительные площади. В Центральной Кордильере были созданы новые кофейные фермы, где содержание питательных веществ в вулканической почве способствует производству ценного кофе для гурманов.

## Современное состояние
Кофейные районы острова разбросаны по всему Пуэрто-Рико, находясь на высоте 730—850 метров в западной центральной гористой местности, простирающейся от Ринкона до Ороковиса. Существует также потенциал для выращивания кофе на более высоких высотах в таких местах, как Понсе, с высотами до 1 340 метров. Основные области, которые производят кофе, находятся в муниципалитетах Яуко, Адхунтас, Сан-Себастьян, Ларес и Лас-Мария в северо-западной центральной части страны. В последние годы производство было затронуто такими факторами, как облачность, изменение климата, высокая стоимость производства и последствия политических беспорядков. Также сообщается, что около половины урожая остается необработанным, поскольку сборщики недоступны.
Основным видом выращиваемого кофе является арабика. Популярные сорта — Бурбон, Типика, Пакас и Катимор. На долю местного потребления приходится одна треть продукции. Кофе из Доминиканской Республики и Мексики также импортируется для местного потребления фаст-фудами и большинством небольших городских кафетериев. Однако экспортируемое количество очень ограничено.